# Mike Adams (trener)
Michael "Mike" Adams (ur. 1959) – angielski trener piłkarski. W latach 2004 i 2011-2012 był selekcjonerem reprezentacji Grenady, którą poprowadził w Złotym Pucharze CONCACAF 2011.